# 930-ті до н. е.
930-ті роки до н. е.  — десятиліття, що тривало від 939 до н. е. до 930 до н. е.

## Події
- Одна з можливих дат розпаду ізраїльського царства, початок його розділу, пов'язаний зі смертю Соломона.

## Правителі
- фараон Єгипту Шешонк I;
- царі Ассирії Тіглатпаласар II та Ашшур-дан II;
- цар Вавилонії Мар-біті-аххе-іддін;
- ван Чжоу Му-ван.